# Леонид Александријски
Свети мученик Леонид је хришћански светитељ. Био је отац Оригенов. Пострадао је за Христа у Александрији 202. године. Најпре му је царским указом све имање одузето, а по том је и на смрт осуђен. Ориген је писао оцу у тамницу: „Оче, не брини за нас, и не избегавај мучеништва због нас".
Српска православна црква слави га 22. априла по црквеном, а 5. маја по грегоријанском календару.